# علم الحركة التواصلي

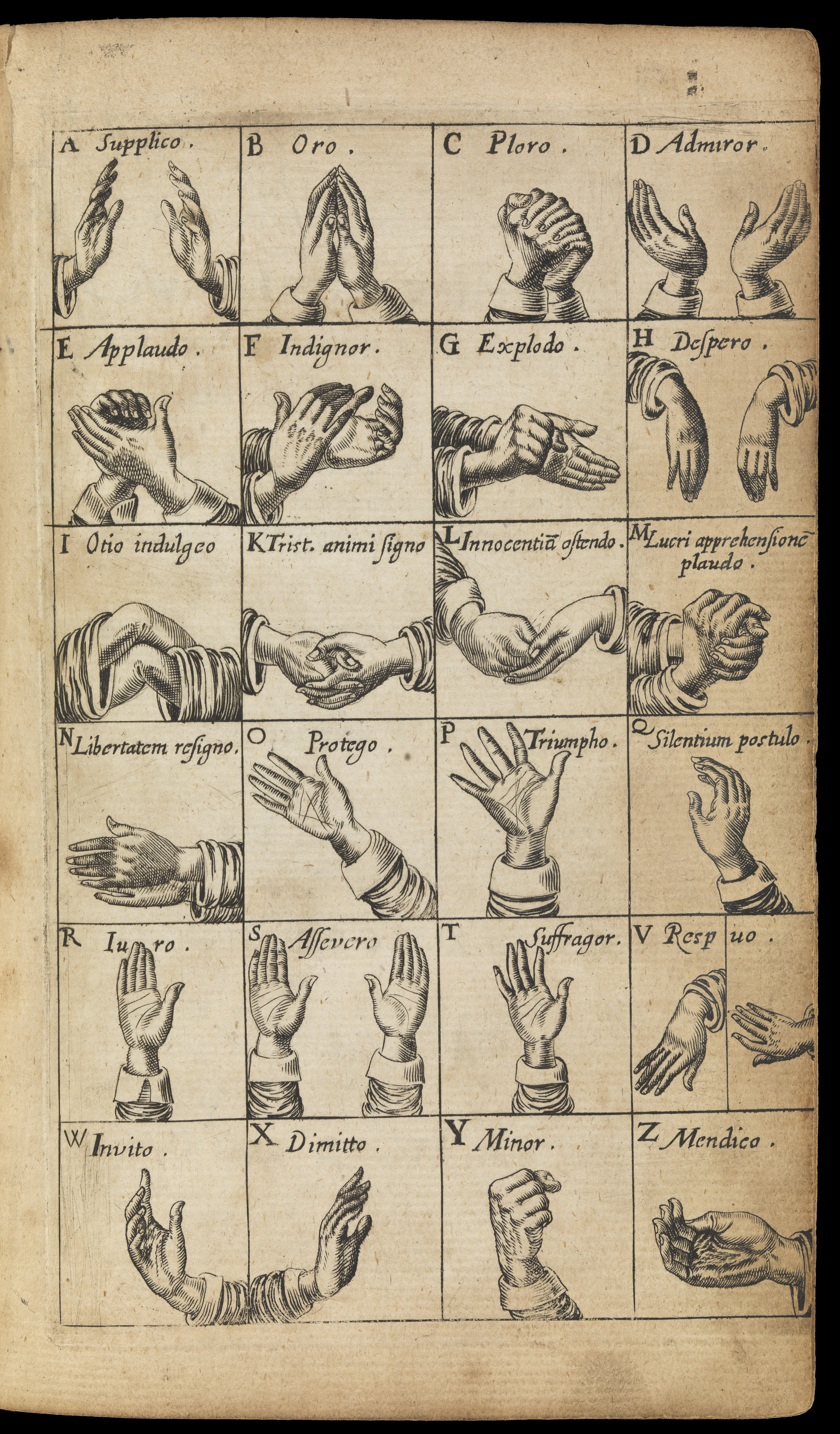

الإيمائية أو دراسة الحركة المجردة أو علم الحركة التواصلي أو الكينيسية هو تفسير التواصل بحركة الجسم مثل تعبيرات الوجه والإيماءات ، والسلوك غير اللفظي المتعلق بحركة أي جزء من الجسم أو الجسم ككل. المصطلح المكافئ للثقافة الشعبية هو لغة الجسد ، وهو مصطلح Ray Birdwhistell ، الذي يعتبر مؤسس هذا المجال من الدراسة ،   لا يستخدم ولا يحب (على أساس أن ما يمكن نقله مع الجسد لا يفي بالتعريف اللغوي للغة ).

## الروابط الخارجية
- Report on kinesics by David B. Givens for the Center for Nonverbal Studies.
- On the Origin of Language by Andrej Poleev.